# 4676 Uedaseiji
A 4676 Uedaseiji (ideiglenes jelöléssel 1990 SD4) a Naprendszer kisbolygóövében található aszteroida. Fudzsii Tecuja és Vatanabe Kazuró fedezte fel 1990. szeptember 16-án.